# Jordi Turull i Negre
Jordi Turull i Negre (Parets del Vallès, 1966) és un polític català, secretari general de Junts. En el Judici al procés independentista català fou condemnat pel Tribunal Suprem de l'estat espanyol, l'octubre de 2019, a 12 anys de presó i d'inhabilitació pels delictes de sedició i malversació. El 2021 fou indultat pel govern de Pedro Sánchez i el 2022 fou nomenat Secretari General de Junts, càrrec renovat el 2024.

## Biografia
Llicenciat en Dret per la Universitat Autònoma de Barcelona, ha treballat en l'àmbit municipal. Ingressà a la Joventut Nacionalista de Catalunya el 1983 i a Convergència Democràtica de Catalunya (CDC) el 1987. Va ser regidor a l'ajuntament de Parets del Vallès el 1987-2003, i com a cap de la llista de CiU a les eleccions municipals de 1991, 1995 i 1999. Va ser diputat a la Diputació de Barcelona el 1991-1996 i director general de l'Institut Català del Voluntariat el 1996-2000. Ha estat president Comarcal de CDC del Vallès Oriental el 2000-2004 i president de la federació de comarques de Barcelona de CDC. També ha estat professor associat de la Universitat Autònoma de Barcelona, on va impartir l'assignatura de Polítiques Sociolaborals.

### Diputat al Parlament
Diputat al Parlament des de 2004, el 2010 va ser portaveu del grup de Convergència i Unió al Parlament de Catalunya i el març de 2013 va ser nomenat president de grup. Com a diputat, va ser portaveu de CiU a la comissió d'investigació sobre el Cas Millet i a la comissió d'investigació sobre l'Incendi d'Horta de Sant Joan. També va presidir la comissió d'estudi sobre el Pacte Fiscal del Parlament de Catalunya. Com a representant de CiU, ha format part del Pacte Nacional pel Dret a Decidir i ha participat en diverses cimeres convocades pel president de la Generalitat sobre el procés. El 8 d'abril de 2014 va ser un dels tres diputats designats pel Parlament de Catalunya per defensar al Congrés dels Diputats la celebració d'un referèndum sobre el futur polític de Catalunya.
Després de les eleccions al Parlament de Catalunya de 2015 va ser elegit president del grup parlamentari de Junts pel Sí. El gener de 2016 el seu nom va començar a sonar com a possible candidat per ser secretari general de Convergència. Després de la refundació de CDC en el Partit Demòcrata Europeu Català, Turull va anunciar la retirada de la seva candidatura a dirigir el nou partit. La decisió va permetre que sortís escollida Marta Pascal com a coordinadora executiva del Partit Demòcrata. Va ocupar el càrrec de president del grup parlamentari Junts pel Sí fins al 14 de juliol del 2017, quan el president Carles Puigdemont el va escollir com a Conseller de Presidència i portaveu del Govern, càrrec que, fins aleshores, havia ostentat Neus Munté.

### Presó
El 27 d'octubre de 2017 després que el Parlament de Catalunya proclamés la República Catalana, el Senat de l'estat espanyol va aprovar les mesures proposades pel govern a l'empara de l'article 155 de la Constitució Espanyola de 1978, entre elles la destitució del President de la Generalitat de Catalunya i tot el seu govern de Catalunya, inclòs Jordi Turull. Immediatament després va ser publicat en el Butlletí Oficial de l'Estat.
El 2 de novembre de 2017 vuit membres del Govern català, entre ells el mateix Jordi Turull, Oriol Junqueras, Josep Rull, Meritxell Borràs, Carles Mundó, Raül Romeva, Dolors Bassa, Joaquim Forn i l'exconseller Santi Vila, declararen davant la jutgessa de l'Audiènica Nacional Carmen Lamela. El fiscal, Miguel Ángel Carballo va sol·licitar presó incondicional per a tots els membres del Govern català inclòs Jordi Turull, fet que va decretar la magistrada Lamela. El 4 de desembre va sortir en llibertat sota fiança després que la seva causa passés al Tribunal Suprem.
El 21 de desembre fou escollit de nou diputat amb la llista de Junts per Catalunya a les eleccions al Parlament de Catalunya. Era el quart candidat de la llista per a la circumscripció de Barcelona.
Després dels intents fallits de proposar Carles Puigdemont o Jordi Sànchez, el 21 de març de 2018 va ser proposat candidat a la Presidència de la Generalitat a la investidura pel President del Parlament, Roger Torrent. El ple d'investidura es va dur a terme el dia 22 de març de 2018, i els parlamentaris van rebutjar la seva investidura com a president de la Generalitat per 65 vots en contra, 64 a favor i 4 abstencions.
Un dia després, el 23 de març de 2018, el magistrat del Tribunal Suprem d'Espanya Pablo Llarena el va tornar a enviar a la presó, així com a l'expresidenta del Parlament Carme Forcadell i els consellers Raül Romeva, Josep Rull i Dolors Bassa. Llarena va argumentar presó provisional incondicional sense fiança per als cinc després de considerar que hi havia risc de fuga i de reiteració dels delictes pels quals van ser processats.
Des del març de 2018, estigué en presó preventiva per ordre del Tribunal Suprem d'Espanya. El 4 de juliol de 2018 va ser traslladat al Centre Penitenciari Lledoners. Des de llavors s'hi van realitzar diverses concentracions de suport a les portes del centre. L'1 de desembre de 2018 va iniciar una vaga de fam, que va durar uns quinze dies, per denunciar la seva situació de presó preventiva.
L'1 de febrer de 2019 fou traslladat a la presó madrilenya de Soto del Real en un autocar de la Guàrdia Civil, per fer front al Judici que va començar el 12 de febrer. i que va acabar el 14 d'octubre de 2019 amb una sentència que imposava dures penes a la majoria de processats, i en concret, a Turull, de 12 anys de presó i d'inhabilitació per sedició i malversació. La pena de presó la va complir al Centre Penitenciari Lledoners, a Sant Joan de Vilatorrada

### Indult
El 23 de juny de 2021, juntament amb la resta d'empresonats en el judici al procés independentista català fou indultat de la pena de presó pel govern de Pedro Sánchez, que mantingué la inhabilitació establerta en la sentència, condicionat a no cometre cap delicte greu en els següents 6 anys, i immediatament fou posat en llibertat, juntament amb Oriol Junqueras, Jordi Sànchez, Josep Rull, Raül Romeva i Joaquim Forn, que també complien condemna al Centre Penitenciari Lledoners, Carme Forcadell, que complia condemna al Centre Penitenciari de Dones de Barcelona i Dolors Bassa que complia condemna al Centre Penitenciari Puig de les Basses.

### Secretari general de Junts
Al congrés d'Argelers de juny de 2022 fou nomenat Secretari general del partit polític Junts, que presidiria Laura Borràs després que Carles Puigdemont i Jordi Sànchez decidissin no presentar-se a la reelecció. Al congrés del seu partit l'octubre de 2024 fou reelegit secretari general del seu partit.

## Vida privada
Casat i amb dues filles, és soci d'Òmnium Cultural, Càritas Diocesana i Intermón Oxfam, membre del patronat i soci de la Fundació Catalana de l'Esplai i membre del Consell Assessor de la Fundació Martí l'Humà de la Garriga (Vallès Oriental). El 26 de febrer de 2024 va patir un infart i fou ingressat a l'Hospital de Bellvitge.